# کارلی پترسون
کارلی پترسون (به انگلیسی: Carly Patterson) ژیمناست زادهٔ ۴ فوریهٔ ۱۹۸۸ میلادی اهل کشور ایالات متحده آمریکا است.